# Rewaz Barabadze
Rewaz Barabadze (ur. 4 października 1988 w Tbilisi) – gruziński piłkarz, grający na pozycji napastnika, reprezentant Gruzji, od 2010 roku zawodnik Olimpi Rustawi.